# Eduardo Navea
Eduardo Andrés Navea Silva (Santiago, 12 de agosto de 1987) es un futbolista profesional chileno que ocupa la posición de delantero. Su actual club es Deportes Iberia de Los Ángeles. Jugador que es comprado por el Club Iberia de los Ángeles

## Trayectoria
Sus primeros pasos en el fútbol fueron en la escuela Sotero del Río. Llegó ahí a los 11 años y se destacó por sus aptitudes y habilidades futbolísticas. A los 13 años inició su etapa de cadetes en Universidad de Chile, en el que ocupó el puesto de delantero. Debutó en el primer equipo de la “U” en 2006, dirigido por el técnico Gustavo Huerta. En el año 2007 fue cedido a préstamo a Deportes Valdivia, equipo en el que destacó con goles: convirtió 22 en 18 partidos y fue escogido el mejor jugador ANFA del año.
En 2008 volvió a Universidad de Chile bajo el mando de Arturo Salah y firmó contrato por siete años con el club. Su primer gol oficial por el elenco azul fue contra Deportes Concepción, en el primer partido de Campeonato de Apertura 2008. Ese mismo año fue enviado a préstamo a Santiago Wanderers. Estuvo en el Plantel de Jorge Sampaoli Campeón de la Copa Sudamericana 2011 con la Universidad de Chile
Después de su paso por la quinta región de Chile, su nuevo club fue Unión Temuco. En ese equipo firmó contrato por dos años y se mantuvo ahí hasta 2010. Su siguiente equipo fue Deportes Concepción. jugador con mucha técnica y capacidad física su gran virtud es la definición y estado físico 
Luego de permanecer sin club por 1 año, en 2012 ficha por Iberia, equipo de la ciudad de Los Ángeles y perteneciente a la Segunda B Profesional.Seleccionado nacional Sub-17 y Sub-20.

## Clubes
| Club                   | País  | Años      |
| ---------------------- | ----- | --------- |
| Universidad de Chile B | Chile | 2005      |
| Universidad de Chile   | Chile | 2006      |
| Deportes Valdivia      | Chile | 2007      |
| Universidad de Chile   | Chile | 2008      |
| Santiago Wanderers     | Chile | 2008      |
| Unión Temuco           | Chile | 2009-2010 |
| Deportes Concepción    | Chile | 2011      |
| Deportes Iberia        | Chile | 2012-2017 |

## Palmarés

### Campeonatos nacionales
| Título             | Club                  | País  | Año       |
| ------------------ | --------------------- | ----- | --------- |
| Tercera A de Chile | Unión Temuco          | Chile | 2009      |
| Segunda División   | Iberia de Los Ángeles | Chile | 2012      |
| Primera B          | Iberia de Los Ángeles | Chile | 2013/2014 |